# Romance (álbum de Dorso)
Romance es el segundo álbum de Dorso. En este álbum la banda experimenta los mismos elementos del álbum pasado que los hicieron famosos en la escena Underground. Aquí Rodrigo Cuadra se enfoca en una historia conceptual, llevando a Dorso a su mayor expresión de metal progresivo, alejándose de los riffs pesados y la velocidad de thrash metal. Romance para muchos es considerado como uno de los puntos más creativos de la música popular chilena, estando al lado de obras conceptuales como Pichanga de Congreso e incluso Alturas de Machu Picchu de Los Jaivas, grupos a los cuales Cuadra admira. 

## Trama
Romance trata sobre la historia de un señor medieval de nombre Reytec el cual se enamora de un ánima de nombre Mater que habita en su mansión medieval. En sí la historia se aleja del Gore y de las historias tipo Lovecraft, que inundaban las creaciones del grupo tanto como en la grabación previa como posterior de Romance. 

## Lista de temas
- 1. Andante Gore
- 2. Madre de las Tinieblas
- 3. Proclamación
- 4. En el Jardín
- 5. Psicópata Peligroso
- 6. Reytec
- 7. Romance
- 8. Ave Dorsal
- 9. La Ira de la Triada
- 10. Romance II
- 11. El Harem

## Line-up
- Rodrigo Cuadra – Voz, bajo y teclado
- Gamal Eltit – Guitarra
- Eduardo Topelberg – Batería

- Datos: Q6111380